# Molžaninovskij
Il quartiere Molžaninovskij (in russo Молжаниновский район?) è un quartiere di Mosca sito nel Distretto Settentrionale.
Il territorio del quartiere è stato incluso nel comune di Mosca nel 1984; il quartiere è stato costituito nel 1992, scorporandolo dal quartiere di Levoberežnyj a cui fino ad allora apparteneva).
Nel 1995 la città di Mosca incluse nel quartiere anche l'area dell'aeroporto di Šeremet'evo (tratteggiata nella mappa) in violazione del diritto federale. Dopo una lunga disputa giudiziaria, nel giugno 2011 sono stati chiariti con esattezza i confini cittadini  e l'aeroporto è stato definitivamente tolto alla città e assegnato all'Oblast' di Mosca.